# Himalájai rövidszárnyúrigó
A himalájai rövidszárnyúrigó (Brachypteryx cruralis) a madarak (Aves) osztályának a verébalakúak (Passeriformes) rendjébe, ezen belül a légykapófélék (Muscicapidae) családjába tartozó faj.

## Rendszerezése
A fajt Edward Blyth angol ornitológus írta le 1843-ben, a Calliope nembe Calliope cruralis néven. Egyes szervezetek szerint a hegyi rövidszárnyúrigó (Brachypteryx montana) alfaja Brachypteryx montana cruralis néven.

## Előfordulása
Délkelet-Ázsiában, Bhután, Kína, India, Laosz, Mianmar, Nepál, Thaiföld és Vietnám területén honos. Természetes élőhelyei a szubtrópusi vagy trópusi síkvidéki és hegyi esőerdők, valamint cserjések. Állandó, nem vonuló faj.

## Megjelenése
Testhossza 13 centiméter, testtömege 20–23 gramm.

## Életmódja
Főleg rovarokkal táplálkozik, de néha csigákat és férgeket is fogyaszt.

## Természetvédelmi helyzete
Az elterjedési területe nagy, egyedszáma viszont csökken, de még nem éri el a kritikus szintet. A Természetvédelmi Világszövetség Vörös listáján nem fenyegetett fajként szerepel.

## További információ
- Képek az interneten a fajról